# Flughafen Paderborn/Lippstadt
Flughafen Paderborn/Lippstadt, også benævnt Paderborn Lippstadt Airport (IATA: PAD, ICAO: EDLP), er en regional lufthavn ved byen Wewelsburg, Ostwestfalen-Lippe i delstaten Nordrhein-Westfalen, Tyskland. Der er 15 km til Paderborn og 20 km til Lippstadt fra lufthavnen.

## Historie
Den blev bygget i 1971. Selvom om lufthavnen er én ud af 7 i delstaten Nordrhein-Westfalen lykkedes det alligevel at tiltrække turister. I 2007 betjente lufthavnen 1.241.997 passagerer, hvoraf de 75% var turister på vej til destinationer omkring Middelhavet og De Kanariske Øer.

## Selskaber
Lufthansa Regional flyver en enkelt rute til München.